# آخرین هدیه (فیلم)
آخرین هدیه (انگلیسی: Last Present; کره‌ای: 선물) یک فیلم محصول سال ۲۰۰۱ کره جنوبی به کارگردانی اوه کی هوان است. این فیلم داستان یونگ کی (لی جونگ جه) یک کمدین و همسرش جونگ یون (لی یونگ ئه) را روایت می‌کند.

## بازیگران
- لی جونگ جه در نقش جونگ یونگ کی
- لی یونگ ئه در نقش پارک جونگ یون